# 扣押 (刑事訴訟)
扣押（英語：Seizure）是刑事訴訟中的一種強制處分，指法院或偵查機關為了避免證據滅失，或依法應予以沒收之物，由公权力強制解除原持有人的持有狀態，並由政府進行暫時進行保管或依法銷毀。扣押通常伴隨著搜索而來，也就是偵查機關搜索到相關證據物後立即予以扣押，此時的扣押就無需使用押票；否則，由於扣押侵害人民的財產權，因此原則上須遵守令狀主義。

## 類型

### 令狀主義
扣押主要的目的在於保全證據，或查獲可得沒收之物。而由於扣押多半附隨於搜索而來，因此搜索票上如已記載「應扣押之物」者，即屬於有令狀之扣押；除非扣押是伴隨著無令狀搜索進行，才會是「無令狀扣押」。

### 附帶扣押、另案扣押
所謂「附帶扣押」是指在搜索的過程中，偶然發現搜索票上未記載、與本案有關聯的證物，因而將之扣押者；至於發現的證物如果是跟本案無關的、屬於他案的證據的，則稱作「另案扣押」。在美国，《聯邦刑事訴訟規則》對於附帶扣押、另案扣押有著所謂一目了然法則，也就是兩者的範圍僅限於搜索現場肉眼可及之物；如脫離搜索範圍而扣得之物，就有可能構成非法扣押，而面臨無證據能力的後果，即該證物無法呈堂證供。